# 106 (število)
106 (stó šést) je naravno število, za katero velja 106 = 105 + 1 = 107 - 1.

## V matematiki
- sestavljeno število.
- polpraštevilo.
- sedmo središčno petkotniško število.
- šesto središčno sedemkotniško število.
- pri delitvi kroga s samo štirinajstimi daljicami je največje število likov, ki jih lahko dobimo, enako 106.
- Ulamovo število {\displaystyle 106=4+102\,\!}.

## V znanosti
- vrstno število 106 ima siborgij (Sg).

## Drugo

### Leta
- 106 pr. n. št.
- 106, 1106, 2106